# Hemel (trigram)
Hemel is een trigram uit het Chinese Boek van Veranderingen. Het trigram stelt de hemel voor.
Het ziet er als volgt uit:
```
----- 3 Yang
----- 2 Yang
----- 1 Yang

```

Betekenissen van dit trigram:
- Hemel;
- Kracht;
- Windstreek: het Noordwesten

Met de trigrammen van de I Tjing kunnen de hexagrammen worden samengesteld.